# Adrián Martínez (Fußballspieler, 1970)
Adrián Martínez (* 7. Januar 1970 in Mexiko-Stadt) ist ein ehemaliger mexikanischer Fußballspieler auf der Position des Torwarts.

## Laufbahn
Martínez begann seine Profikarriere beim Club León, mit dem er gleich in seiner ersten Saison 1991/92 den mexikanischen Meistertitel gewann; wenngleich er an diesem Erfolg keinen aktiven Anteil hatte, weil er in jener Saison noch ohne Einsatz blieb. 1997 wurde er für eine Halbsaison an den in der zweiten Liga spielenden Stadtrivalen Unión de Curtidores ausgeliehen.
Vor der Saison 1998/99 wechselte er zum Club Santos Laguna, bei dem er die besten Jahre seiner Profilaufbahn erlebte. In dieser Zeit schaffte er den Sprung in die Nationalmannschaft, wurde zweimal zum Torhüter des Jahres in Mexiko gewählt und gewann im Sommer 2001 einen weiteren Meistertitel, an dem er diesmal auch aktiv beteiligt war.
Nachdem Martínez für die Saison 2003/04 an den Club Necaxa ausgeliehen worden war, wechselte er vor der Saison 2005/06 zum San Luis FC, bei dem er die nächsten fünf Jahre unter Vertrag stand. 2010 wechselte er zum Zweitligisten CD Irapuato, mit dem er die Meisterschaft der Clausura 2011 gewann.

## Erfolge
- Mexikanischer Meister: 1991/92, Verano 2001
- Mexikanischer Zweitligameister: Clausura 2011
- Torhüter des Jahres in Mexiko: Sommer 2000, Sommer 2001